# Principio di derivazione nella determinazione del reddito d'impresa
Il principio di derivazione nella determinazione del reddito d'impresa, nel diritto tributario italiano, è disciplinato all’art. 83 del Decreto del presidente della Repubblica 22 dicembre 1986, n. 917, in materia di "Testo Unico delle Imposte sui Redditi" (c.d T.U.I.R). Esso è uno dei cardini fondamentali sottesi alla determinazione del reddito di impresa.

## Definizione
Ai sensi del c.1 dell’Art. 83 TUIR, il reddito complessivo è determinato partendo dall’utile o dalla perdita risultante dal conto economico in relazione al periodo di imposta di riferimento, al cui risultato vengono apportate le variazioni (in aumento o diminuzione) in ragione dei criteri stabiliti nelle successive disposizioni della presente sezione. Il principio di derivazione stabilisce dunque un nesso di dipendenza del reddito d’impresa dal risultato del conto economico civilistico.

## Soggetti IAS/IFRS adopter

### Il modello di derivazione parziale
Il modello di derivazione parziale Distinguiamo tre diversi modelli teorici per la determinazione della base imponibile così classificati dalla dottrina:
- modello di derivazione assoluta (o del c.d. "binario unico");
- modello a "doppio binario";
- modello di dipendenza (o di "derivazione parziale").

Il primo modello, a "binario unico", assume il reddito civilistico come valore direttamente rilevante ai fini fiscali; il secondo modello, a "doppio binario", al contrario si connota per una netta separazione tra determinazioni civilistiche e fiscali, le ultime attingono infatti a un corpus di regole autonomo e di matrice prettamente fiscale. Il legislatore italiano però, così come molti altri nel resto dell'Unione Europea, nel determinare il reddito di impresa si rifà al terzo modello, definito di "derivazione parziale", il quale si distingue per la parziale dipendenza del reddito imponibile dal risultato civilistico, per cui il reddito d'impresa, seppur determinato assumendo quale punto di partenza l'utile o la perdita risultante dal bilancio civilistico, costituisce il risultato finale dell'applicazione delle opportune variazioni di natura fiscale in aumento oppure in diminuzione.
La ratio per cui il legislatore ha optato per tale modello è tradizionalmente rinvenuta nel bilancio di esercizio, in quanto strumento contabile, redatto secondo i principi di cui all'art. 2423 c.c., capace di offrire una più attendibile rappresentazione della reale situazione economica e finanziaria dell'impresa e della sua capacità contributiva. Una ulteriore ragione consta nell’esigenza di semplificare il calcolo reddito/perdita, che negli altri modelli risulta essere più complesso. Infine, il modello di determinazione parziale meglio risponde alla necessità di contrastare comportamenti elusivi. Questo modello di "derivazione parziale" è espresso all'art. 83 TUIR, comma 1. Il modello di derivazione parziale ad oggi non è unitario nella determinazione del reddito di impresa, bensì è necessario tener conto di diverse variabili, come innanzitutto la natura del soggetto che produce reddito e le regole rispettivamente applicabili.

### Il recepimento dei principi contabili internazionali[6][7]
La prima categoria di soggetti che bisogna considerare sono quelle società che redigono il bilancio utilizzando i Principi contabili internazionali. 
In Italia i principi contabili internazionali sono stati recepiti, sulla base dell’art. 25 della Legge n. 306 del 31 ottobre 2003 (Legge Comunitaria 2003), col il d.lgs. n. 38 del 28 febbraio 2005, contente contente disposizioni relative all’” Esercizio delle opzioni previste dall’articolo 5 del regolamento (CE) n. 1606/2002 in materia di principi contabili internazionali” (c.d Decreto IAS). Nel coordinare le nuove regole di redazione del Bilancio IAS/IFRS con le disposizioni del TUIR, il legislatore ha inteso perseguire una duplice obiettivo: da un lato preservare il generale principio di derivazione dell'imponibile fiscale dal risultato economico di bilancio sancito dall'art. 83 del TUIR (il modello di derivazione parziale); dall'altro assicurare un sistema di neutralità nella determinazione del reddito complessivo, nel senso di irrilevanza dei criteri contabili ai fini della determinazione del reddito imponibile, per mitigare le eventuali disparità generate dalla coesistenza di soggetti che adottano principi contabili differenti. Il dato di partenza nella determinazione dell’imponibile rimane, col Decreto IAS, il risultato di bilancio.
La legge n. 244 del 24 dicembre 2007 (Legge finanziaria 2008) ha introdotto per i soggetti IAC adopter una disciplina di determinazione del reddito imponibile ancora più aderente alle risultanze del bilancio, rafforzando la derivazione della misura dell’imponibile da quello del risultato economico dell’esercizio. Attraverso modifiche del TUIR viene recepito il principio di derivazione rafforzata in relazione ai soggetti che adottano i principi contabili internazionali.  
Viene modificato l’art. 83, comma 1, ultimo periodo del TUIR, venendo specificato che “per i soggetti che redigono il bilancio in base ai principi contabili internazionali di cui al regolamento (CE) n. 1606/2002 del Parlamento europeo e del Consiglio, del 19 luglio 2002, […] valgono, anche in deroga alle disposizioni dei successivi articoli della presente sezione, i criteri di qualificazione, imputazione temporale e classificazione in bilancio previsti dai rispettivi principi contabili”. Con questa modifica i principi contabili IAS/IFRS vengono ad assumere un valore preminente, anche in deroga, rispetto alle disposizioni del Testo unico. 

### Il principio di derivazione rafforzata
Con la nuova disciplina il principio di derivazione semplice viene rafforzato essendo consentito ai soggetti IAS adopter di mantenere ferme in sede di determinazione dell’imponibile le rappresentazioni adottate in bilancio conformemente al principio della prevalenza della sostanza economica sulla forma. In sostanza, a seguito della modifica dell’art. 83 del Testo unico, viene recepito il principio della sostanza sulla forma per quanto riguarda i soggetti che adottano i principi contabili internazionali e viene superata una criticità del Decreto IAS, in applicazione del quale i principi contabili internazionali trovavano riconoscimento solo nelle ipotesi in cui la contabilizzazione fosse conforme alla rappresentazione giuridico-formale. Il rafforzamento del principio di derivazione risiede nella prevalenza, anche a fini tributari, dei criteri di qualificazione, imputazione temporale e classificazione dei fatti aziendali (c.d. criteri Qu.I.C.) rispetto ai criteri ordinari previsti dall’ordinamento tributario. Vengono ridotte in questo modo le discordanze tra l’utile di bilancio e il reddito d’impresa. Si tratta, però, di una derivazione rafforzata non piena del reddito imponibile dal risultato economico dei soggetti IAC adopter, avendo il legislatore circoscritto l’efficacia del rinvio ai criteri Qu.I.C, escludendo le regole di valutazione di alcuni componenti reddituali. 
Successivamente alla L. n. 244/2007 sono stati emanati diversi decreti che prevedono significative deroghe al principio di derivazione rafforzata. Il D.M. n. 48 dell’11 aprile 2009 e il D.M. dell’8 giugno 2011 riaffermano il primato di alcune disposizioni tributarie su quelle di fonte contabile. 

## Soggetti OIC adopter
Sono chiamati soggetti OIC adopter quei soggetti che applicano i Principi contabili nazionali e non quelli internazionali. 
Bisogna ricordare che le disposizioni del Codice civile (Italia) sono state modificate con il Decreto legislativo del 18 agosto 2015, n. 139. Questo ha reso necessario, da parte dell'Organismo italiano di contabilità (OIC), l'aggiornamento dei principi contabili nazionali. 
Le modifiche sono state introdotte, a livello normativo, con l'aggiunta di un periodo, nell'art 83, 1 comma TUIR, che stabilisce l’idoneità dei criteri di "qualificazione, imputazione temporale e classificazione di bilancio" previsti dai principi contabili nazionali a deroga dele disposizioni del TUIR (Testo unico delle imposte sui redditi). In più è stata generalizzata la declinazione del modello di derivazione rafforzata prevista per i soggetti IAS; un'altra modifica che è stata fatta consiste nell'introduzione di regole specifiche, tra cui l'applicazione del "doppio binario" per i finanziamenti tra soci. 
Da questo quadro appena tracciato si può vedere che il principio di derivazione "semplice" (art 83, comma 1 TUIR) e ormai applicabile solo alle microimprese, alle società di persone e alle imprese individuali.

## Il principio di derivazione semplice nella redazione del bilancio delle microimprese
In Italia, la disciplina della redazione del bilancio per le microimprese è contenuta nel decreto legislativo del 18 agosto 2015, n.139, che attua la direttiva dell’Unione Europea 2013/34 relativa ai bilanci d’esercizio, ai bilanci consolidati e alle relative relazioni di alcune tipologie d’imprese.
Le semplificazioni derivanti dal principio di derivazione semplice comprendono l’esonero dall’obbligo di redigere la nota integrativa, il rendiconto finanziario e la relazione sulla gestione, a condizione che risultino specifiche informazioni in calce allo Stato patrimoniale e non siano valutati al fair value i derivati e le operazioni di copertura ex art. 2426, comma 1 n. 11-bis del codice civile.
Il principio di derivazione semplice offre una riduzione dei costi amministrativi e di compliance, alleggerendo così il carico burocratico e consentendo alle microimprese di concentrarsi su crescita e competitività. La possibilità di evitare rettifiche complesse tra contabilità fiscale e civilista comporta un vantaggio significativo in termini di efficienza e trasparenza fiscale. 
Tuttavia, l’applicazione del principio di derivazione semplice è riservata solo alle microimprese che rispettano i requisiti dimensionali definiti nell’art. 2435-ter del codice civile, ossia alle società che, nel primo esercizio o che per due esercizi consecutivi, non abbiano superato due dei seguenti limiti: totale attivo di 175.000 euro, ricavi netti di 350.000 euro e numero medio di dipendenti di 5 unità. Queste imprese possono redigere il bilancio in forma abbreviata e semplificata, al fine di favorire una gestione amministrativa più snella e meno onerosa. Le microimprese che, invece, optano per il regime ordinario di contabilità o che superano i limiti dimensionali previsti dal legislatore all’art. 2435 ter del codice civile. devono seguire una contabilità che rispetti i principi contabili più complessi e redigere il bilancio secondo i criteri tradizionali. 

### Nuove disposizioni normative per le microimprese: decreto-legge n.73 del 21 giugno 2022
Un’importante novità in tema di semplificazioni contabili per le microimprese è stata introdotta con il decreto-legge. n.73 del 21 giugno 2022, che introduce disposizioni per semplificare la redazione dei bilanci delle microimprese e la gestione degli errori contabili. In particolare, si estende alle microimprese il principio di derivazione rafforzata modificando l’art. 83 del TUIR. 
La disposizione modificata si riferisce all’applicazione del principio di derivazione rafforzata, che consente la rilevazione fiscale dei valori civilistici in conformità ai principi contabili OIC. Il decreto-legge n.73/2022 si rivolge quindi a imprese di piccole dimensioni che redigono il bilancio in forma ordinaria, più comunemente adottata da soggetti di maggiori dimensioni. 
La misura prevede nel dettaglio che la disposizione di cui alla lettera a) dell’art. 83 del TUIR si applichi anche alle microimprese che scelgono di redigere il bilancio in forma ordinaria, estendendo così il principio di derivazione rafforzata. Quest’ultimo consente, ai fini fiscali, di adottare i criteri di qualificazione, imputazione temporale e classificazione previsti dai principi contabili. Inoltre, la lettera b) dell’art.83 del TUIR consente di far valere fiscalmente gli errori contabili nell’anno di imposta corrispondente a quello di contabilizzazione, eliminando così la necessità di presentare una dichiarazione integrativa per l’anno a cui si riferisce l’errore. Fanno eccezione i componenti negativi del reddito per i quali è scaduto il termine per la presentazione della dichiarazione integrativa.